# Šentjanž (gmina Rečica ob Savinji)
Šentjanž – wieś w Słowenii, w gminie Rečica ob Savinji. W 2018 roku liczyła 229 mieszkańców.